# Tatort: Weiter, immer weiter
Weiter, immer weiter (Arbeitstitel: Tiefer Sturz) ist ein Fernsehfilm aus der Krimireihe Tatort. Der vom WDR produzierte Beitrag wurde am 6. Januar 2019 im Ersten ausgestrahlt. In dieser 1079. Tatort-Folge ermitteln die Kölner Kommissare Ballauf und Schenk in ihrem 74. Fall.

## Handlung
Ein junger Autofahrer entzieht sich einer nächtlichen Verkehrskontrolle durch die panische Flucht aus seinem Auto, wird dabei von einer Straßenbahn überfahren und tödlich verletzt. Der Streifenpolizist Frank Lorenz, der den Autofahrer angehalten hatte, vermutet hinter dem Unfall die Russen-Mafia, die den Mann in den Tod gehetzt habe. Er meint, einen schwarzen Geländewagen mit schwer bewaffneten Männern am Tatort gesehen zu haben, der das Logo einer örtlichen russischen Firma trug. Zudem werden im Auto des Opfers und in dessen Blut synthetische Drogen gefunden; wenig später wird ermittelt, dass auch sein Bruder im Drogenmilieu aktiv ist.
Max Ballauf und Freddy Schenk von der Mordkommission übernehmen die Ermittlungen. Schenk und Lorenz sind alte Freunde seit ihrer Zeit an der Polizeischule. Lorenz versucht mit großem Eifer, sich an den Ermittlungen zu beteiligen, und setzt dies schließlich eigenmächtig um, obwohl er dazu nicht berechtigt ist. Schenk glaubt ihm seine Theorie; dadurch kommt es zum Konflikt mit Ballauf, der sich massiv dagegen sträubt und meint, dass die Mordkommission fehl am Platze sei, da es sich eindeutig um einen Unfall handele.
Die örtliche russische Firma, die mit Fischprodukten handelt, ist zwar nur in minderschwere Schmuggelgeschäfte mit Kaviar verwickelt, ihre Führung wird dennoch nervös, als sie ins Visier der Ermittlungen gerät. Lorenz redet dem Bruder des Opfers ein, dass die Russen die Täter seien. Dieser sucht die Chefin und ihren Sohn auf und es kommt zu einem Kampf mit ihm, bei dem sich ein Schuss löst, der die Mutter tötet.
Lorenz wird wegen seiner fatalen Einmischung aus dem Polizeidienst entlassen. Er behauptet nun, dass es einen Maulwurf in den Reihen der Kölner Polizei gebe, der die Russen-Mafia schütze, und dass er einen Informanten habe, der dies beweisen könne, sich aber der Polizei nicht offenbaren wolle. Unterdessen wird immer deutlicher, dass Lorenz eine sehr instabile Persönlichkeit ist und sich deshalb zu sehr in seine Polizeiarbeit hineinsteigert. Er war bereits früher degradiert worden, weil er derselben Familie zu Unrecht eine Verstrickung mit der Russen-Mafia anhängen wollte.
Es stellt sich heraus, dass Lorenz psychisch krank ist und seine Verschwörungstheorie auf Wahnvorstellungen beruht. Er leidet unter Halluzinationen und bildet sich ein, in einer Waschanlage einen Mord an seinem angeblichen Informanten zu beobachten, der nie existiert hat. Seine Schwester, bei der er angeblich wohnt und mit der er redet, hat sich, wie die Ermittler herausfinden, schon vor einem Jahr das Leben genommen; ihre Wohnung ist völlig verwahrlost. Lorenz wird festgenommen, als er auf der Trauerfeier für die Firmenchefin einen Gast anschießt und die anderen mit einer Waffe bedroht. Als er abgeführt wird, gelingt es ihm, die Waffe eines Kollegen zu entwenden, und er wird, als er diese auf einen Polizeibeamten richtet, von seinen Kollegen erschossen.

## Titel
Der Ausspruch „weiter, immer weiter“ stammt von Lorenz, der nach dem tödlichen Unfall vor seinen Augen eine polizeiinterne psychologische Beratung ablehnt. Er hält es in solchen Fällen für die beste Lösung, sich sofort wieder in die Arbeit zu stürzen, ähnlich wie ein abgeworfener Reiter, der sofort wieder aufs Pferd gesetzt wird, weil er seiner Darstellung nach nur so keine Angst vorm Reiten bekäme.

## Zitate
„Doppelkorn mit Kotze, der Duft vom Deutzer Bahnhof“ (Lorenz nach einem Streifeneinsatz)
„Sie haben Köln geteilt“ (Ballauf, der den Stadtplan in seinem neuen Dienstzimmer in zwei Hälften geteilt vorfindet)

## Hintergrund
Der Film wurde vom 4. April 2018 bis zum 7. Mai 2018 gedreht.

## Rezeption

### Kritiken
„Dass wir trotz aller Schwächen dran bleiben, liegt auch an Roeland Wiesnekker, für den das deutschsprachige Fernsehen in den letzten Jahren zu wenige starke Rollen bereitgehalten hat. Wie er als guter, vielleicht für die Realität zu guter Polizist gegen alle Chancen auf den Straßen von Köln für Gerechtigkeit sorgen will, das rührt an. Ein Streifenhörnchen, überfahren vom Leben.“

### Einschaltquote
Die Erstausstrahlung von Weiter, immer weiter am 6. Januar 2019 wurde in Deutschland von 10,57 Millionen Zuschauern gesehen und erreichte einen Marktanteil von 29,1 % für Das Erste.

## Trivia
Freddy Schenks Dienstwagen ist ein Mercedes-Benz 450 SEL (W116) aus den 1970er-Jahren mit dem Kennzeichen K-Q 344H.
Der Streifenpolizist Frank Lorenz fährt privat ebenfalls einen Oldtimer (Audi 80 B2), allerdings mit wechselnden Kennzeichen: Während er in einer Szene mit Leverkusener Kennzeichen zu sehen ist, hat er im Rest des Films ein Kölner H-Kennzeichen.